# Вейсброд, Борис Соломонович

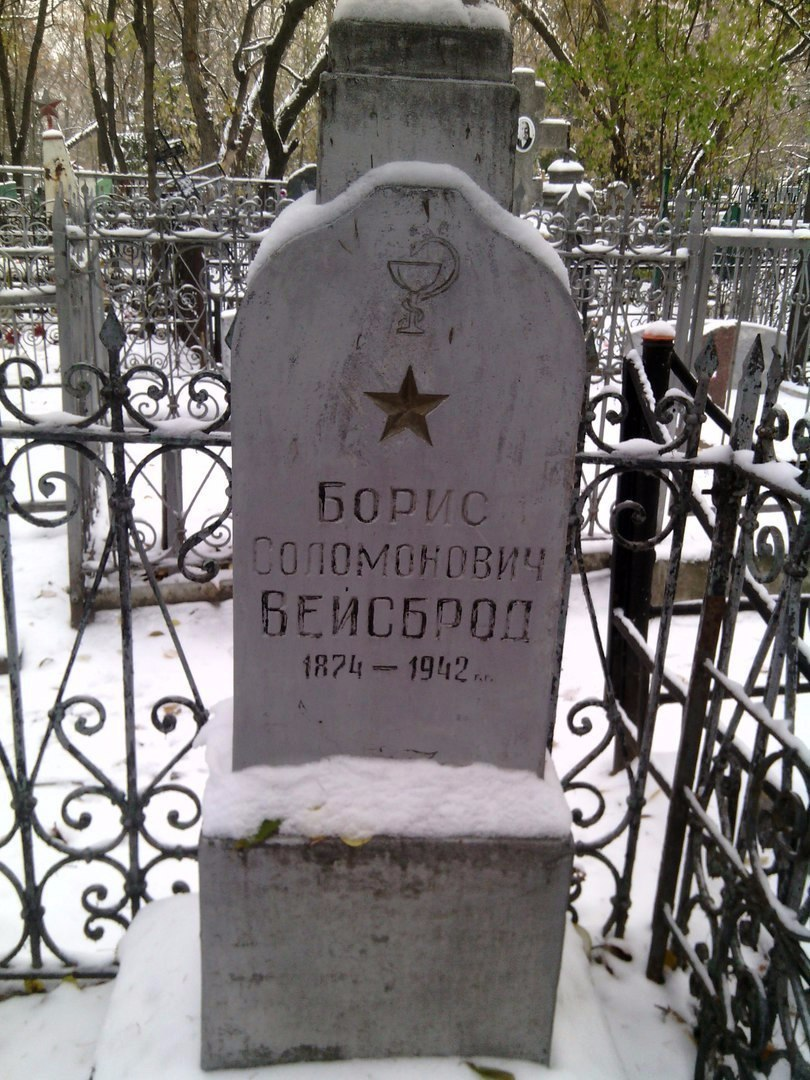

Борис Соломонович Вейсброд (1874, Вилькомир — 1942, Омск) — хирург, член научно-технической секции Государственного учёного совета при Наркомпросе; член правления Московского хирургического общества всесоюзной ассоциации хирургов; один из организаторов института неотложной помощи в Москве; личный врач Ленина и Тимирязева.

## Биография
Борис Вейсброд родился 22 октября 1874 года. Во время обучения на медицинском факультете Харьковского университета присоединился к революционному движению. Поэтому, после окончания в 1899 году университета его отправили в далекую глубинку — село Аркадак Саратовской губернии, где Вейсброд работал врачом. Спустя 3 года (1902) он переехал в малоизвестную слободу Новопсков, где продолжил заниматься врачебной практикой. Также он продолжал революционную деятельность и по этой причине в 1903 году был вынужден выехать за границу. С 1903 по 1906 год он вёл медицинскую практику в Австро-Венгрии. Возвратился в Россию в 1906 году уже будучи членом РСДРП. После возвращения стал работать ординатором 1-й Градской больницы в Москве, позже работал на Высших женских курсах. В 1917 году он стал комиссаром больничных учреждений.
В 1918 году Вейсброд был избран главой комиссии Красного Креста по эвакуации заключенных из Австро-Венгрии. Имел тесные дружеские отношения с В. И. Лениным. После нападения на Ленина — первый его доктор. Одновременно — и доктор Тимирязева. После смерти Ленина — член комиссии по его вскрытию и бальзамированию. Его подпись стоит под патологоанатомическим актом.
В 1919—1920 годах являлся руководителем чрезвычайной комиссии по борьбе с эпидемиями на Туркестанском и Южно—Западном фронтах.
В 1922 году Вейсброд был избран главным врачом 2-й Городской больницы в Москве, которая с 1924 года носит его имя и за период 1924—1928 годов значительно расширена и улучшена. В том же 1922 году Вейсброд был избран профессором 2-го Московского государственного университета на кафедру параллельной госпитальной хирургической клиники, а с 1924 года — директором пропедевтической хирургической клиники того же университета. Всё время состоит членом Государственного учёного совета и членом немецкого Общества хирургов.
С 1922 года — профессор и директор факультета хирургической клиники 2-го Московского государственного мединститута. В период с 1924 по 1929 годы — член Минсоцтруда. Борис Соломонович был одним с организаторов неотложки в Москве.
В 1924 году он был избран председателем Центрального бюро Врачебной секции союза Медсантруд, в качестве какового неоднократно проводил съезды в Белоруссии, на Украине и в других союзных республиках, а также являлся энергичным защитником улучшения быта участкового врача.
За свою деятельность в 1935 году награждён орденом Ленина. Во время советско-финской войны (1939—1940) добровольцем пошёл на фронт. Руководил отделом хирургической помощи на передовой, за что был награждён орденом Красной Звезды.
В октябре 1941 года бежал во время паники из Москвы на легковом автомобиле, нагрузив его продуктами, в Омск, где восстанавливал учебный процесс на базе эвакуированного 2-го Московского государственного мединститута.
Умер Борис Соломонович от аппендицита 8 июня 1942 года и был похоронен на Казачьем кладбище города Омск. В 1961 году в связи с ликвидацией Казачьего кладбища его прах был перезахоронен на Старо-Восточном кладбище Омска.

## Письма
Борис Соломонович имел тесные, даже дружеские связи с В. И. Лениным, о чём свидетельствует письмо Ленина к Вейсброду.:

359 Б. С. ВЕЙСБРОДУ

Тов. Вейсброд!

Вы оказались в Вене… Надеюсь, Вы сделаете все возможное, чтобы найти левых. Штрассер (Josef Strasser), может быть, поможет их найти, хотя сам, верно, не … помочь им.

Пишите почаще, с каждым курьером.

Если можно (если у Вас хорошие связи и пр.), попробуйте выручить мою библиотеку из Poronin (Galizien) : я её оставил, как и вещи свои, в 1914 году там на даче, должен я [был] доплатить 50 крон; теперь дал бы 100 000 000, если бы выручил библиотеку. Но это… личное.

Самое важное найти в Вене левых и помочь им всячески. Очень боюсь, что Вам это не удастся за отсутствием связей, но постарайтесь сделать все возможное.

Пишите.

Привет! Ваш Ленин 11/XI. 1918.